# Dwarahat
Dwarahat é uma cidade e uma nagar panchayat no distrito de Almora, no estado indiano de Uttaranchal.

## Demografia
Segundo o censo de 2001, Dwarahat tinha uma população de 2543 habitantes. Os indivíduos do sexo masculino constituem 53% da população e os do sexo feminino 47%. Dwarahat tem uma taxa de literacia de 82%, superior à média nacional de 59.5%: a literacia no sexo masculino é de 86% e no sexo feminino é de 78%. Em Dwarahat, 10% da população está abaixo dos 6 anos de idade.